# Сардык (село)
Са́рдык — село на территории Унинского района Кировской области на реке Сардык. На сегодняшний день в селе насчитывается не менее 350 жителей.

## История
Исторические источники привязывают образование села Сардык к появлению нового церковного прихода, основанного указом Синода православной церкви от 20 сентября 1861 года. В нём по просьбам крестьянских общин из Кленовской и Порезской волостей Глазовского уезда повелевается учредить приход и основать местное поселение.
В течение следующих нескольких лет рядом с построенной деревянной церковью возникает первый десяток домовых хозяйств. Позже на месте деревянной, усилиями прихожан воздвигается каменная Александро-Невская церковь — одна из самых крупных каменных церквей южных окраин Вятской губернии. Затем на протяжении длительного времени Сардык остаётся маленьким селом. Существенный рост населения происходит уже при советской власти, когда в середине тридцатых годов здесь образуется артель по ремонту тракторов и сельхозтехники для обслуживания близлежащих колхозов.
В начале 1990-х село из Сардыка начался отток населения и, как следствие, произошёл демографический спад. В праздники и каникулы, когда домой возвращаются студенты, молодые специалисты с семьями, вахтовики, а также бывшие жители Сардыка, численность жителей села увеличивается. Особенно многочисленным был праздник, посвящённый 150-летию Сардыка, который состоялся летом 2011 года. Тогда посёлок посетило до 500 гостей из разных городов России.

## Название
Есть несколько версий появления названия у села Сардык. По одной из них село получило название по имени реки Сардычихи, протекающей вблизи данного населённого пункта. Вторая говорит о первом коренном жителе данной местности — татарине по имени Сардык. Третья легенда рассказывает об удмуртском купце, промышлявшем пушниной и побывавшем с торговлей на территориях, омываемых Средиземным морем. Восхищённый красотой природы Сардинии и культурой Сардов, он решил увековечить местность с заливными лугами и обширным прудом, где жил неподалёку, назвав её на местный манер Са́рдами, что впоследствии перешло в название села — Сардык.